# Estadio Antonio Herrera Gutiérrez de Carora
El Estadio Antonio Herrera Gutiérrez de Carora  es una infraestructura deportiva ubicada en el oeste de la ciudad Torrense del Estado Lara, Carora, en la región centro occidental de Venezuela, su nombre en honor a quien fundara el equipo Cardenales de Lara, uno de los 8 equipos de la Liga Venezolana de Béisbol Profesional, tiene una capacidad estimada en unos 5.000 espectadores, posee estacionamiento, restaurante, zona VIP entre otras comodidades.
Ahora el parque Torrense se encuentra en unas condiciones regulares pues el engramado no se encuentra en unas partes. Aparte de eso tiene una buena iluminación y una escuela de artes marciales.
Este recinto es la sede del Béisbol Tradicional Caroreño. Fue la sede original del equipo Cardenales de Lara hasta su mudanza a Barquisimeto. Hasta el año 2001 los pájaros rojos disputaban algunos encuentros en el mismo. También en la temporada 1995-96 el equipo Pastora de Occidente llegó a disputar aquí unos pocos encuentros (ya que compartía sede con las Águilas del Zulia en Maracaibo tras su mudanza desde Cabimas cuando se denominaba Petroleros).